# Staberoha banksii
Staberoha banksii är en gräsväxtart som beskrevs av Neville Stuart Pillans. Staberoha banksii ingår i släktet Staberoha och familjen Restionaceae. Inga underarter finns listade i Catalogue of Life.